# Cesson-Sévigné
Cesson-Sévigné är en kommun i departementet Ille-et-Vilaine i regionen Bretagne i nordvästra Frankrike. Kommunen ligger i kantonen Cesson-Sévigné som tillhör arrondissementet Rennes. År 2022 hade Cesson-Sévigné 18 076 invånare.

## Befolkningsutveckling
Antalet invånare i kommunen Cesson-Sévigné
Referens:INSEE